# Centre culturel de rencontre d'Ambronay
Le Centre culturel de rencontre d'Ambronay est un centre culturel consacré à la musique ancienne et au spectacle vivant, basé à Ambronay dans le département français de l'Ain en région Auvergne-Rhône-Alpes.
Il est partie prenante de l'organisation de l'édition annuelle du festival d'Ambronay.

## Présentation
Un Centre culturel de rencontre est une structure  qui développe une synthèse entre un monument historique (en l'occurrence l'abbaye Notre-Dame d'Ambronay) dont la vocation première a disparu (l'abbaye en tant que lieu de culte) et une utilisation de ce lieu à des fins artistiques et intellectuelles.
Le CCR d'Ambronay développe donc un projet d'utilisation de l'abbaye à des fins de salle de concerts (dans le cadre du festival d'Ambronay) mais également en l'utilisant en tant que centre de recherche (séminaires) ou en tant que lieu de formation (masterclass etc.).
L'accès au statut de Centre culturel de rencontre implique donc la concordance avec des critères regroupés dans une charte datant de 1992.
Enfin, le CCR d'Ambronay est membre actif du Réseau européen des Centres culturels de Rencontre qui réunit 43 monuments historiques dans douze pays d'Europe.